# Programa de Vulcanismo Global

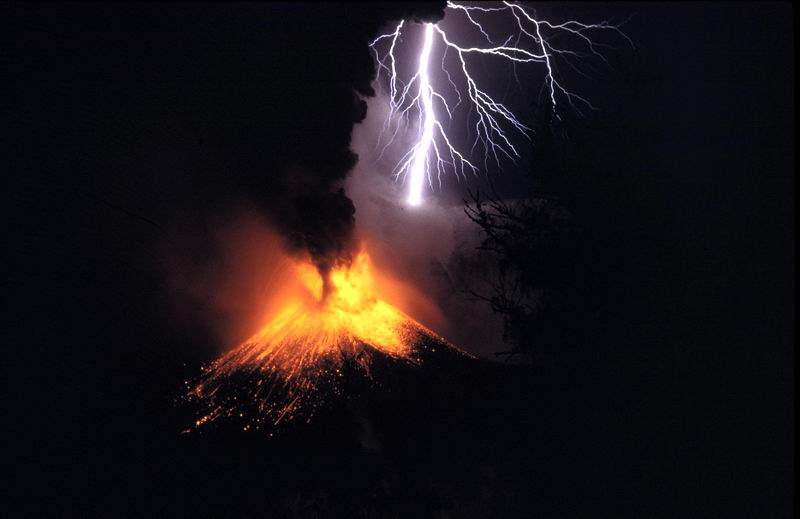
Erupción de 1995 del Monte Rinjani en Indonesia.

El Programa de Vulcanismo Global (PVG, en inglés: GVP) del Instituto Smithsoniano documenta los volcanes de la Tierra y su historia eruptiva durante los últimos 10.000 años. Produce informes sobre las erupciones actuales, y mantiene un repositorio de datos sobre los volcanes activos y sus erupciones. De esta manera, el programa presenta un contexto global del vulcanismo activo del planeta. Los informes del Instituto Smithsoniano sobre la actividad volcánica se remontan a 1968, cuando se creó el Centro de Fenómenos de Vida Corta (CSLP). La sede del GVP se encuentra en el Departamento de Ciencias Minerales del Museo Nacional de Historia Natural del Instituto Smithsoniano, ubicado en el National Mall de Washington D. C..